# Euphorbia exilis
Euphorbia exilis är en törelväxtart som beskrevs av Leslie Larry Charles Leach. Euphorbia exilis ingår i släktet törlar, och familjen törelväxter. Inga underarter finns listade i Catalogue of Life.